# Julio Le Parc
Julio Le Parc (Palmira, San Martín, Mendoza, Argentina, 23 de septiembre de 1928) es un escultor y pintor argentino que se centra tanto en op-art moderno y el arte cinético. Le Parc asistió a la Escuela Nacional de Bellas Artes Prilidiano Pueyrredón, de Buenos Aires, Argentina. Es miembro fundador del Groupe de Recherche d'Art Visuel (GRAV) y autor de obras de arte premiadas. Además de ser una figura importante para el arte moderno argentino.

## Biografía Julio Le Parc
Julio Le Parc nació en la localidad de Palmira (departamento de General San Martín, provincia de Mendoza) del 23 de septiembre. en 1928 dentro de una familia de escasos recursos. Durante el año 1942 se mudó junto a su familia a la ciudad de Buenos Aires, en 1943 ingresó a la Escuela Nacional de Bellas Artes Prilidiano  Pueyrredón aunque la abandonó al año siguiente; en el ínterin pudo observar los murales que Antonio Berni, Juan Carlos Castagnino, Manuel Colmeiro Guimaraes, Lino Enea Spilimbergo y Demetrio Urruchúa realizaban para las Galerías Pacífico en pleno microcentro de la ciudad porteña, por el planteo de tales murales llegó a la intuición de la importancia del "espectador".
Reanudó sus estudios de bellas artes recién en 1955. En esta segunda etapa formativa fue presidente del Centro de Estudiantes de Artes Plásticas y miembro del Consejo Directivo de la Escuela Nacional de Bellas Artes. Se recibe de la Escuela Prilidiano Pueyrredón junto con Luis Wells y Rogelio Polesello.
En 1957 se inicia en la realización de una pintura abstractizante. En 1958 resulta becado por el gobierno francés y se instala en París en donde, en 1960 fundó el GRAV (Groupe de Recherche d'Art Visuel [Grupo de Investigación de Arte Visual] Al mismo tiempo que se cuenta entre los integrantes del grupo llamado Nueva Tendencia.
En 1966 realizó su primera exposición privada en la galería de arte Sage de Howard (Nueva York) pocos meses después, en el mismo año, obtuvo el primer premio de la Bienal de Venecia; en 1967 expuso una de sus principales obras (Desplazamientos) en el Instituto Di Tella de la ciudad de Buenos Aires y participó exitosamente en la exposición Luz y Movimiento realizada por el Museo de Arte Moderno de París.
En mayo de 1968 participó de los llamados "ateliers (talleres) de las personas" hasta que fue expulsado de Francia, medida que duró cinco meses, obteniendo el permiso de volver a París merced a las protestas de otros artistas e intelectuales.
La primera retrospectiva de sus obras ocurrió en Düsseldorf (Alemania Federal) a mediados del año 1972, en 1978 la BBC de filial londinense produjo un film documental sobre su vida y su obra. En 1982 recibió el Premio Konex - Diploma al Mérito como uno de los artistas plásticos más importantes de la última década en Argentina. En 1987 obtuvo el primer premio en la Bienal de Cuenca (Ecuador). 
La obra de Le Parc fue para su momento aún vanguardista, innovadora, audaz; en ella se utilizan como elementos de la plástica principalmente aquellos que sorprenden o que sugestionan la mirada -y, a través de ella, al sujeto todo-. Por otra parte, Le Parc busca involucrar absolutamente al espectador dentro de la obra; para ello recurre a iluminaciones artificiales, efectos especulares, reflejos y movimientos; por ejemplo, con bandas mecánicas que se mueven por dispositivos mecánicos ocultos, el fluir de líquidos fosforescentes, el movimiento de hilos de nylon, sus esculturas en ciertos casos son genuinas instalaciones que envuelven a los espectadores. Es en los años sesenta que Le Parc es considerado tanto dentro del conjunto llamado Op-art como del arte cinético, e incluso del arte conceptual, aunque él intenta transcender tales movimientos y hace, principalmente, un arte experimental.
En 1969 tras la disolución del GRAV y participar en la exposición llamada Ocho Artistas Cinéticos, le Parc regresó a la pintura trabajando en una gama de catorce colores estrictamente definidos. En 1972 se negó a celebrar una exposición retrospectiva en el Musée d'Art Moderne de la Ville de París, después de lanzar una moneda a "cara o seca" (o cara o cruz) para tomar la decisión.
En 2004 produjo junto a Yvonne Argenterio a Elettrofiamma, en Italia, una serie de esculturas (torsiones) presentó el evento Verso la Luce, en el Castillo de Boldeniga (Brescia, Italia), con la escultura monuental del mismo nombre siempre visible en el jardín del castillo.
Tras el 2000 ha retornado esporádicamente a su país para realizar nuevas obras de arte, a finales de 2006 se le encuentra instalando un sistema óptico especular en las ya citadas Galerías Pacífico de la Ciudad Autónoma de Buenos Aires, tal sistema permite la correcta iluminación, y un juego reflexivo, de los murales existentes en dichas galerías argentinas porteñas. En el año 2013 ha recibido un premio reconocimiento humanístico en el Palais de Tokyo de París, en ese mismo año está "socialmente comprometido" con la llamada inmersión técnica, en el citado año 2013 se le encontraba viviendo y trabajando junto a su esposa Martha Le Parc en la localidad francesa de Cachan. En 2022 fue reconocido con otro Premio Konex por su carrera en la última década en la Argentina. En cuanto a su actividad, Julio le Parc prefiere hablar de experiencia (lo que le aproxima a la noción de performance en "estado puro") o una simple actividad humana y no de arte.
Por otra parte, en su país natal (Argentina) y en su provincia natal (Mendoza), en la localidad de Guaymallén existe un centro cultural que le homenajea llevando su nombre y apellido. Mientras que en Francia es considerado un tesoro nacional, donde fue condecorado como Officier de l'Ordre des Arts et des Lettres por el ministerio de cultura.

## Carrera

### Temprana
Julio Le Parc se interesó por el arte a la edad de trece años cuando se hizo evidente que, si bien no era un gran estudiante, era excepcional dibujando retratos y tarjetas de ilustración. Su entorno, principalmente la escuela de Bellas Artes, fue una gran influencia en la primera parte de su carrera. Al estudiar allí asistió a clases nocturnas mientras trabajaba a tiempo completo. Le Parc se interesó especialmente por los movimientos artísticos de vanguardia en Argentina: Movimiento de Arte Concreto Invención. Después cuatro años y medio decidió dejar la escuela. Viajó por el país sin dirigirle la palabra a su familia por ocho años. Más tarde regresaría a la Academia de Bellas Artes, donde toma un papel activo en grupos de movimientos estudiantiles.
Julio Le Parc se graduó de la Academia de Bellas Artes y en 1958 recibe una beca del Servicio Cultural Francés para ir a París, Francia. Gran parte de su carrera temprana se dedicó a pintar, grabar y crear monotipos. Sin embargo, en 1959 Le Parc comienza su experimentación con la imagen producida por la luz multiplicada por capas de planos de plexiglás. Le Parc participó en su primera exposición en la Bienal de Sáo Paulo en Sáo Paulo, Brasil en 1957.

### Media
Al llegar a París en 1958 se contactó con Jesús Rafael Soto y Carlos Cruz-Diez quienes ya se encontraban en París. Allí conoció a Victor Vasarely, Georges Vantongerloo , Morellet y Denise René, con quienes formó amistad. René estaba comprometido con la promoción del arte abstracto y más tarde ayudó a lanzar el cinetismo. Tras entablar relaciones con estos compañeros artistas y trasladarse permanentemente a París, Le Parc comenzó a pintar lo que se conoció como Surfaces Sequences. Se trata de obras en las que la progresión de formas con ligeras variaciones crea ilusiones de movimientos rítmicos al completarse. En 1960 ayudó a fundar el grupo GRAV con la estrategia colectiva de delegar el acto creativo al espectador. El grupo abogó por que el arte desempeñara un papel más amplio y activo en la sociedad.
Precursor del Arte cinético y el op-art, además de ser miembro fundador del Groupe de Recherche d'Art Visuel (GRAV). En 1966, Le Parc ganó el Gran Premio de Pintura en la 33ª Bienal de Venecia , Venecia. Llevaba ocho años viviendo en París en el momento de recibir el premio. Para entonces, Le Parc se había dedicado a experimentar con la luz. Le Parc tuvo experiencias personales con la luz y móviles en un cubo translúcido, así como una pieza de luz animada proyectada en techos, paredes y suelo. También estaba experimentando con luz en un cilindro reflectante.

### Tardía
Le Parc ha continuado su uso de la luz y la cinética. Sin embargo, "en la década de 1970, la actividad artística de Le Parc se hizo menos frecuente, hasta el punto de que su obra casi pasó desapercibida en el ámbito internacional durante varias décadas”. No obstante, con un interés renovado en utilizar la luz como medio, el trabajo de Le Parc está atrayendo la atención de un público más amplio.
Recibió una exposición individual en el Palais de Tokyo en París en 2013. Está socialmente comprometido con el arte inmersivo. En 2020 trabajó en su puesto de Nueva York, Galerie Perriot en una exposición posterior a la pandemia que se estaría lanzando a una sala de visualización en línea para el verano de 2021.

## Obras

### Mobil Transparent theme, 1960
Mobil Transparent theme se compone de pequeñas piezas de plexiglás conectadas entre sí como una cascada translúcida que fluye desde el techo. Este fue el trabajo más destacado en su exposición en Miami, Florida en 2011. Esta obra se colocó en el centro de la sala principal, permitiendo al espectador caminar alrededor de él para ver los diferentes ángulos reflejados en un espejo directamente en el suelo debajo de la pieza. Le Parc hizo una versión adicional de este trabajo, originalmente de 1960, para la exposición en Miami.

### Light in Movement, 1962
Light in Movement es otra obra de arte sensorial como todas las obras de Le Parc, que no pretendía ser narrativa sino basada en la experiencia. La pieza está formada por un panel de yeso pintado, espejos, acero inoxidable, hilo de nailon y dos focos. La obra mide aproximadamente 12.8 m x 4.87 m x 4.87 m. Esta obra de arte se encuentra dentro de un pasillo semicircular oscuro donde la luz se experimenta tanto como reflejo como refracción. El espectador se para debajo de la obra y observa los miles de luces parpadeantes alrededor del espacio. Esta pieza también fue re fabricada en 2010 para su instalación en Geffen. Le Parc declaró, en una entrevista con Alma Ruiz en el sitio web de MOCA, que esta pieza se centra en la "experiencia visual y omite lo anecdótico". Le Parc, junto con el otro miembro de GRAV, se centraron en gran medida en la experiencia de los espectadores y la interacción con las obras de arte.

### Celule Avec Luminere un Vibration, 1968
Similar al Mobil Transparent theme, esta pieza también fue parte de la exposición de Miami en 2011. La intención de Celule Avec Luminere un Vibration es incorporar la luz y la experiencia sensorial del espectador. Esta pieza es de 1968 y mide 3.81 m x 3.98 m x 3.47m. Un proyector muestra luz en una pared y cambia el patrón de una manera rítmica que parece ser una vibración. Esta pieza se colocó en una habitación separada por sí misma, lejos de las otras obras de arte, para ayudar al espectador a disfrutar de las experiencias de luz y sonido. El objetivo era hacer que el espectador se sintiera aislado del resto del mundo.

### Alchemy 175 and 216, 1991-92
Uno de los esfuerzos clave de Le Parc es la serie Alchemy. Usó dos pinturas de esta serie en la exposición de Miami de 2011, Alchemy 175 y Alchemy 216. La serie Alquimia se titula Alchemy, seguida de un número que representa el orden en que se creó. Alchemy 175 es de 1991 y Alchemy 216 de 1992. Se dice que estas dos piezas son el tributo de Le Parc a esta ciencia, ya que ambas exploran el significado del agua. El agua se conoce como uno de los cuatro elementos principales de la naturaleza y es el símbolo del flujo, la renovación y la purificación. Él está nuevamente explorando el movimiento, sin embargo, en estas pinturas usa agua, lo hace pintando fuentes rociando agua en forma de paraguas y usando la luz para cambiar la percepción del espectador.

### Modulation 1160, 2004
La serie Modulation es otra serie significativa en la que Le Parc trabajó desde principios de los 70s. Nuevamente, similar a la serie Alchemy, esta serie se titula Modulation (Modulación), seguida de un número en el orden en que se creó. Modulation 1160 es un trabajo de 2004 en el que muchos creen que es uno de los mejores trabajos del grupo Modulation. La pieza está dividida en cuartos, justo en el medio de arriba abajo con lo que parece ser un rayo de luz, y de lado a lado con una estructura que parece un abanico abierto. La obra es de acrílico sobre lienzo y mide 1 m x 1 m. Esta pintura da la ilusión de movimiento tanto de la luz como del abanico al mismo tiempo. Pareciera que la luz está activando el ventilador, poniéndolo en movimiento. La serie Modulation consta de cientos de trabajos diferentes que Le Parc describe como experimentos.

## Principales obras
- Luz continua (1960-67).
- La inestabilidad (1964).
- El Movimiento (1964).
- Formas en Contorsión (1966).
- Desplazamientos (1966-1967).
- Arte eléctrico (1973).

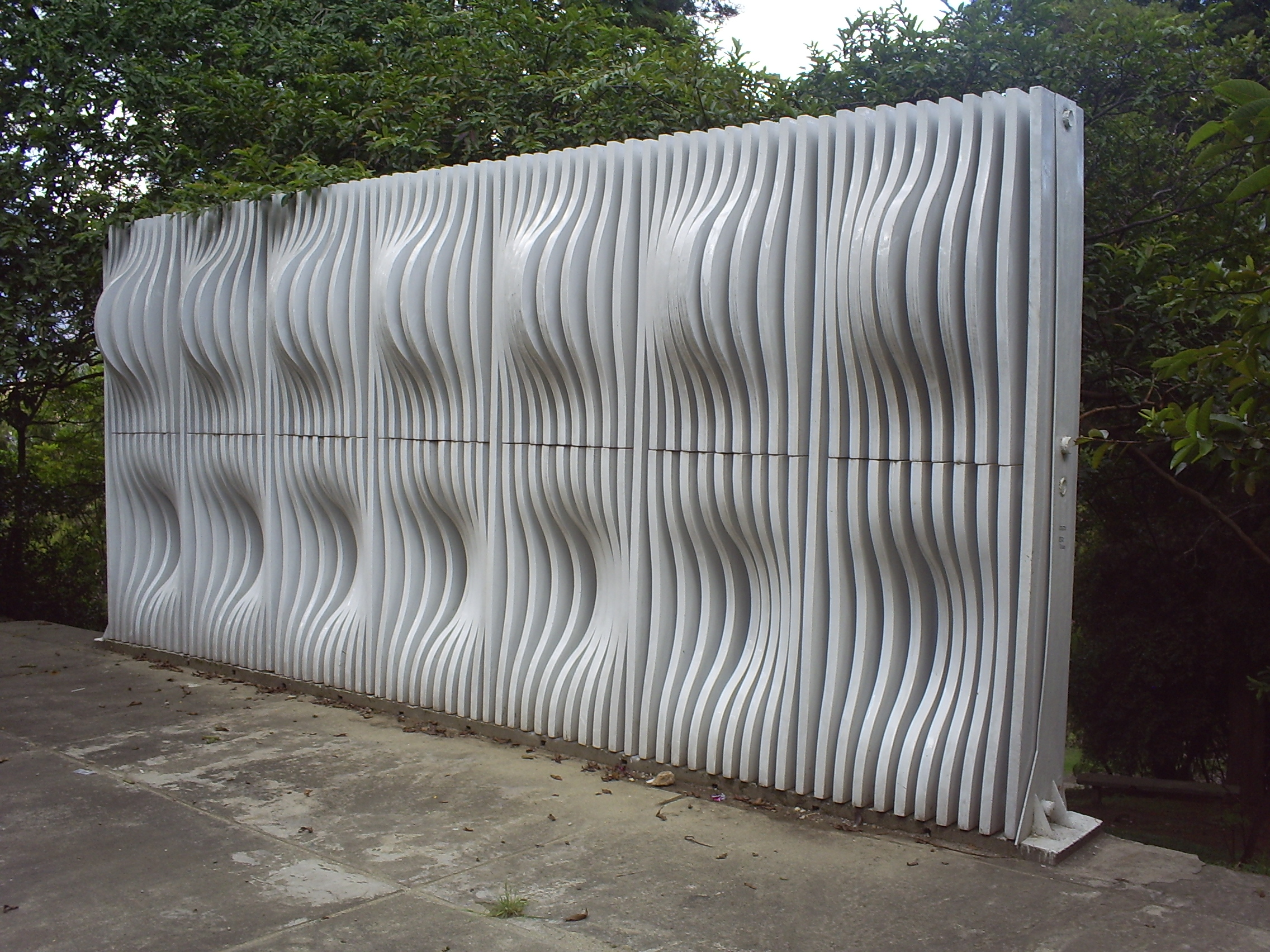
"Luz Continua", localizada en el Cerro Nutibara.

- Imágenes Rudimentarias Clásicas (1977).
- Imágenes-mensaje de América Latina (1978).
- Desplazamientos (2003, escultura-instalación ubicada en el Centro Cultural General San Martín, Ciudad de Buenos Aires)
- Verso la Luce (2004, escultura monumental permanente en el jardín del Castillo de Boldeniga-Brescia (Italia).
- Intervención cinética (Obra iniciada en el 2006 y a inaugurar en el 2007, ubicada en las Galerías Pacífico, ciudad de Buenos Aires).

### Obras de arte adicionales
- Images projetées, 1962
- Sol instable, 1964/2005
- Retrospectiva, Instituto Di Tella, Buenos Aires, 1967
- Rubans au vent, 1988
- Lumière sur mât, 1999[11]

## Exposiciones

### Individuales
- Kinetische Objekte. Ulm, Alemania, 1970
- Galerie Denise René, Nueva York, Nueva York, Estados Unidos, 1973
- Galleria La Polena, Génova, Italia, 1979
- Modulazioni di Julio Le Parc. Brescia, Italia, 1988
- Obra reciente. Valencia, España, 1991
- Salle de jeux et travaux de surface. Arcueil, Francia, 1996
- Obras de Julio Le Parc, Ciudad de México, México, 1968[12]
- Alquimias. Quito, Ecuador, 1998
- Julio Le Parc - Verso la Luce - TORSIONS, scultura monumentale permanente nel giardino del Castello di Boldeniga-Brescia (Italia), 2004
- Julio Le Parc et Vertige Vertical. Cachan, Francia, 2005
- Le Parc. Lumière. La Habana, Cuba, 2009
- Otra Mirada, Buenos Aires, Argentina, 2010
- Palais de Tokyo, París, Francia, 2013
- Serpentine Sackler Gallery, Londres, Reino Unido, 2014
- Museo de Arte Latinoamericano de Buenos Aires (MALBA), Buenos Aires, Argentina, 2014
- Pérez Art Museum Miami (PAMM), Miami, Florida, Estados Unidos, 2016

### Grupo
- IV Bienal de São Paulo. São Paulo, Brasil, 1957
- Groupe de Recherche d'Art Visuel. París, Francia, 1960
- Light in Orbit . Nueva York, Nueva York, Estados Unidos, 1967
- Cinetismo. Ciudad de México, México, 1968[12]
- Kinetics. Londres, Reino Unido, 1970
- Brigade International de Peintres Antifascistes. Atenas, Grecia, 1975
- Arte Programmata e Cinetica 1953-1963. Milán, Italia, 1983
- I Bienal de Cuenca. Cuenca, Ecuador, 1987
- Portes ouvertes. Cachan, Francia, 1994
- 50 años de pintura geométrica latino-americana. La Plata, Argentina, 2002
- Flash! Light and Movement. Tampere, Finlandia, 2009[11]

## Retrospectiva homenaje 90° aniversario
En el mes de julio de 2019 inauguró en el Centro Cultural Kirchner (CCK) una retrospectiva del artista mendocino. La exhibición fue llamada "Un visionario" y requirió varias salas en distintos pisos del centro cultural. El abordaje conceptual de la obra fue por medio de una retrospectiva que atravesaba toda la producción del mendocino hasta ese momento.  La curaduría de la exhibición estuvo a cargo de Gabriela Urtiaga, historiadora del arte y curadora general de Artes Visuales del CCK, mientras que la dirección artística estuvo a cargo de Yamil Le Parc, hijo del artista y director artístico del Atelier Le Parc. Dicha exhibición contuvo más de 160 obras que fueron exhibidas en las distintas salas, la misma incluyó piezas lumínicas, esculturas interactivas, y obras de clásico formato como fotografías y óleos sobre lienzo.